# You Could Be Mine
A You Could Be Mine a Guns N’ Roses amerikai hard rock együttes egyik dala. Több lemezen is megjelent, először 1991-ben a Use Your Illusion II c. stúdióalbumon (ez az együttes negyedik nagylemeze volt), majd kiadták kislemezként is (ez volt a banda hetedik kislemeze és egyben az első az Use Your Illusion albumokról) 1991 júniusában. A kislemez „B” oldalán a "Civil War" volt található, szintén az Use Your Illusion II-ről, a kislemez a Billboard Hot 100 huszonkilencedik helyéig és az UK Singles harmadik helyéig jutott.

## Története
A hiedelemmel ellentétben a "You Could Be Mine" eredetileg nem a Terminátor 2 – Az ítélet napja című film betétdalának készült. Mindazonáltal a sok utalás következtében (John Connor barátja a filmben Guns N’ Roses-pólót visel, a T-800-as előránt egy rózsával teli dobozból egy puskát) nyilvánvaló volt, hogy a film rendezője James Cameron felkérte a bandát, hogy csináljon egy dalt a filmhez. Végül a "You Could Be Mine" című dalt választották. Arnold Schwarzenegger meghívta a bandatagokat a saját házába egy vacsorára, hogy tárgyalják meg az üzletet.[forrás?]
A dal refrénjében található "With your bitch slap rappin’ and your cocaine tongue you get nothin’ done" részlet már a Guns N’ Roses 1987-ben megjelenő Appetite for Destruction debütáló album belső borítójában is helyet kapott (a dalt még akkoriban kezdték el írni). Ezt a "tradíciót" követte az "Ain’t It Fun" is, még 1991-ben az Use Your Illusion albumoknál - két évvel később a feldolgozásokat tartalmazó "The Spaghetti Incident?" albumon kapott helyet. Slash még az Appetite for Destruction utómunkálatai során kezdte írni a dalt.
A dal többek közt a körülbelül egy perc hosszú gitár és dob intro miatt lett emlékezetes. A dal a Terminátor 2 stáblistája alatt csendül fel, valamint az első John Connor-jelenetek alatt is hallható. Az eredeti forgatókönyvben az "I Wanna Be Sedated" című Ramones dal hangzik el. A nóta továbbá a Terminátor: Megváltás című filmben is szerepelt egy rövid ideig.

## Videóklip
Schwarzenegger T-800-ként jelenik meg a videóklipben, amint egy Guns N’ Roses koncertre megy, hogy megölje Axl-t.[5] Mikor a koncertet befejezik, a Terminátor szembenéz a bandatagokkal és egyenként végigméri őket. Mikor Axl-hez ér, hogy megölje, optikai szenzorainak elektronikus kijelzőjén megjelenik a felirat: : lőszerpocsékolás. Egy ideig bámulja Axl Rose-t, majd elsétál. Izzy Stradlin, aki ekkor még a zenekar tagja volt, már nincs ott a videó végén. A vágó Jeffrey Abelson volt, ez volt az egyik legtöbbet kért videó ebben az időszakban, valamint hozzájárult a Terminátor 2 forgalmazásához. Az MTV-n első helyezést kapott a top 100 video listán, 1991 végén.
Később a videóban található filmbevágások miatt nem tehették fel a Welcome to the Videos DVD-re, mert jogi procedúrákat vont volna maga után. Érdekesség, hogy a Terminátor 2 egyik DVD-kiadásán sem kapott helyet.

## Elő előadások
Az élő verziók egy iker-gitárrészt tartalmaztak, melyet Izzy és Slash játszott, ahol Slash egy B.C. Rich Mockingbird-et használt (akárcsak a videóban), a szokásos Gibson Les Paulja helyett, továbbá a szóló alatt egy tremolót alkalmazott. A dalt először a Rock in Rio II-ön játszották 1991. január 20-án.

## Közreműködők
- Axl Rose – ének, producer
- Slash – gitár, ritmusgitár, producer
- Izzy Stradlin – ritmusgitár, háttérvokál, producer
- Duff McKagan – basszusgitár, háttérvokál, producer
- Matt Sorum – dob, producer